# بره در برادوی دراز می‌کشد
برّه در برادوی دراز می‌کشد (به انگلیسی: The Lamb Lies Down on Broadway) ششمین آلبوم استودیویی گروه موسیقی پراگرسیو راک جنسیس است که سال ۱۹۷۴ میلادی به صورت دودیسکه منتشر شد.
این آلبوم اپرای راک که آخرین همکاری پیتر گابریل با گروه محسوب می‌شود در چارت بریتانیا به رتبهٔ ۱۰ و در بیلبورد ۲۰۰ آمریکا به رتبهٔ ۴۱ دست یافت و با آمیزه‌ای از نقدهای مثبت و منفی در زمان انتشار روبرو شد، اما در گذر زمان عموماً مورد تحسین قرار گرفته و اکنون یکی از آلبوم‌های کلاسیک سبک پراگرسیو راک به‌شمار می‌رود.
بره در برادوی دراز می‌کشد در سال ۱۹۹۰ با گذر از مرز فروش ۵۰۰۰۰۰ آلبوم گواهینامه طلای انجمن صنعت ضبط موسیقی ایالات متحده آمریکا را دریافت کرد.